# Strindbergmuseum

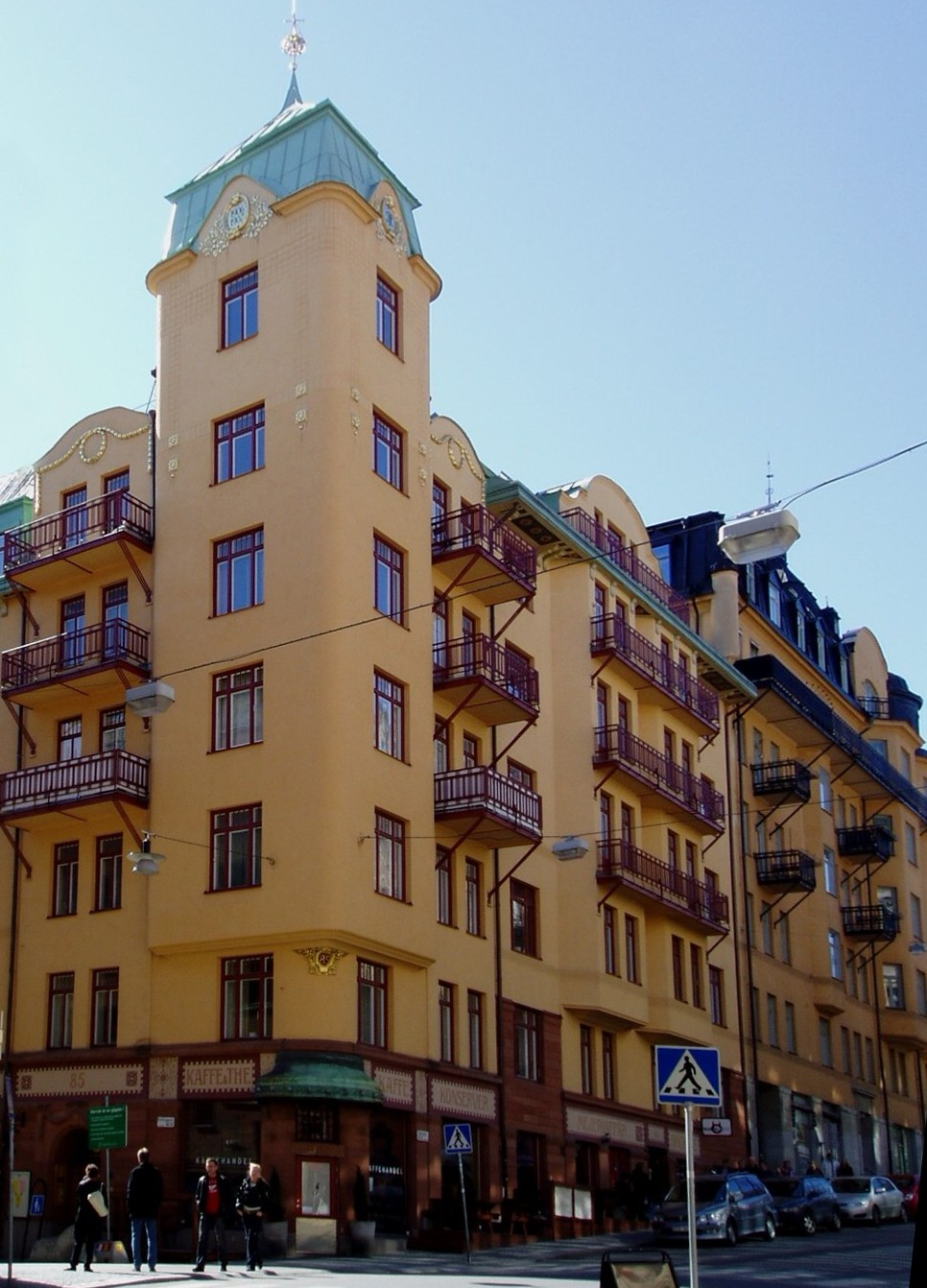
Strindbergmuseum, 2008

Das Strindbergmuseum (schwedisch: Strindbergsmuseet) ist ein Museum in Stockholm.
Das Museum ist dem schwedischen Schriftsteller August Strindberg gewidmet. Das Museum wurde 1973 gegründet und befindet sich in der letzten Unterkunft von Strindberg, einem Haus im Stockholmer Stadtbezirk Norrmalm (Drottninggatan 85). Eigentümer des Museums ist die Strindberg-Gesellschaft.
Der Schriftsteller Strindberg bezog das Haus, Blå tornet („Blauer Turm“), im Jahr 1908 und lebte dort bis zu seinem Tode im Jahre 1912. Im Museum befinden sich die Bibliothek von Strindberg sowie Räumlichkeiten mit temporären Ausstellungen.